# Marc Zoro
Marc-André Kpolo Zoro (nascido a 27 de Dezembro de 1983 em Abidjan, na Costa do Marfim) é um futebolista profissional que joga habitualmente como defesa.

## Carreira
Participou no campeonato do mundo de 2006, pela Costa do Marfim, mas não chegou a participar em nenhuma partida.

### futebol italiano
Foi (tristemente) a figura principal no jogo Messina-Inter de Milão (25 de Novembro de 2005) por questões racistas. Na segunda parte do jogo, a cada vez que tocava na bola, ouvia-se, vindo da claque do Inter, determinados sons considerados racistas .

### Benfica
O jogador pertence ao Sport Lisboa e Benfica tendo sido dado como dispensável do clube pelo treinador Quique Flores no início da época 2008/2009. No entanto, depois de não se ter mudado para nenhum outro clube, foi reintegrado no plantel da equipa.

### Inglaterra
No início da segunda volta da época 2008/2009 Zoro esteve em clubes do campeonato inglês à experiência, entre os quais, Blackburn; no entanto acabou por ser anunciado o seu empréstimo ao Vitória Futebol Clube, e prolongado na época seguinte.
No início de 2011 foi emprestado ao Universitatea Craiova, no final do contrato com o SL Benfica tornou-se jogador livre.